# Caloptilia canadensisella
Caloptilia canadensisella är en fjärilsart som först beskrevs av Mcdunnough 1956.  Caloptilia canadensisella ingår i släktet Caloptilia och familjen styltmalar. Inga underarter finns listade i Catalogue of Life.